# Tarquimpol
Pour l’article homonyme, voir Tarquimpol (roman).
Tarquimpol est une commune française située dans le département de la Moselle, en Lorraine, dans la région administrative Grand Est.

## Géographie

### Situation
Situé au sud du département de la Moselle, dans le pays du Saulnois, Tarquimpol est à 3 km au sud-est de Dieuze, 20 km au nord-est de Sarrebourg, à 30 km à l'est de Nancy et 50 km au sud-est de Metz.

### Géologie et relief
La commune se compose de 306,71 hectares de territoires agricoles (47,77 %), 120,17 hectares de forêts et milieux semi-naturels (18,72 %) 1 215,38 hectares de surfaces en eau (33,55 %).
Espaces naturels :
- Quatre espaces protégés hors Natura 2000 :

Moselle sud. Réserve de Biosphère, zone centrale,
Moselle sud. Réserve de Biosphère, zone tampon,
Étangs du Lindre, Forêt Du Romersberg et Zones voisines. Zone humide protégée par la convention de Ramsar.
Parc naturel régional.
- Deux espace protégé Natura 2000 :

Complexe de l'étang de Lindre, forêt de Romersberg et zones voisines,
Complexe de l'étang de Lindre, forêt de Romersberg et zones voisines.
- Deux zones naturelles d'intérêt écologique, faunistique et floristique (Znieff) :

Étangs et milieux tourbeux de Lindre, de Zommange et de Lansquenet,
Pays des étangs.

### Communes limitrophes
| Lindre-Basse |            | Guermange    |
|              | Tarquimpol |              |
| Gelucourt    |            | Assenoncourt |

### Voies de communication
À l'écart des grandes routes, la commune est traversée par la D 1196, qui rejoint 
- à l'ouest la route D 999 reliant Dieuze (d'où partent des routes vers Nancy et Metz) à Maizières-lès-Vic (où passe la route de Metz à Strasbourg)
- à l'est la route D 92, permettant d'atteindre Sarrebourg par Azoudange et Héming.

### Hydrographie et Eaux souterraines
Hydrogéologie et climatologie : Système d’information pour la gestion des eaux souterraines du bassin Rhin-Meuse :
Territoire communal : Occupation du sol (Corinne Land Cover); Cours d'eau (BD Carthage),
Géologie : Carte géologique; Coupes géologiques et techniques,
 Hydrogéologie : Masses d'eau souterraine; BD Lisa; Cartes piézométriques.
La commune est située dans le bassin versant du Rhin (bassin Rhin-Meuse). Elle est arrosée par la Seille, le ruisseau de l'étang de Nolweiher, le ruisseau de l'Étang de la Heurcie, le ruisseau de l'Étang de Parc et le ruisseau de l'Étang St-Jean.
La Seille, d'une longueur de 137,7 km, prend sa source dans la commune de Maizières-lès-Vic et se jette  dans la Moselle à Metz en limite avec Saint-Julien-lès-Metz, après avoir traversé 57 communes.
Le ruisseau de l'étang de Nolweiher, d'une longueur totale de 12,9 km, prend sa source dans la commune de Belles-Forêts et se jette  dans la Seille à Lindre-Basse, après avoir traversé cinq communes.

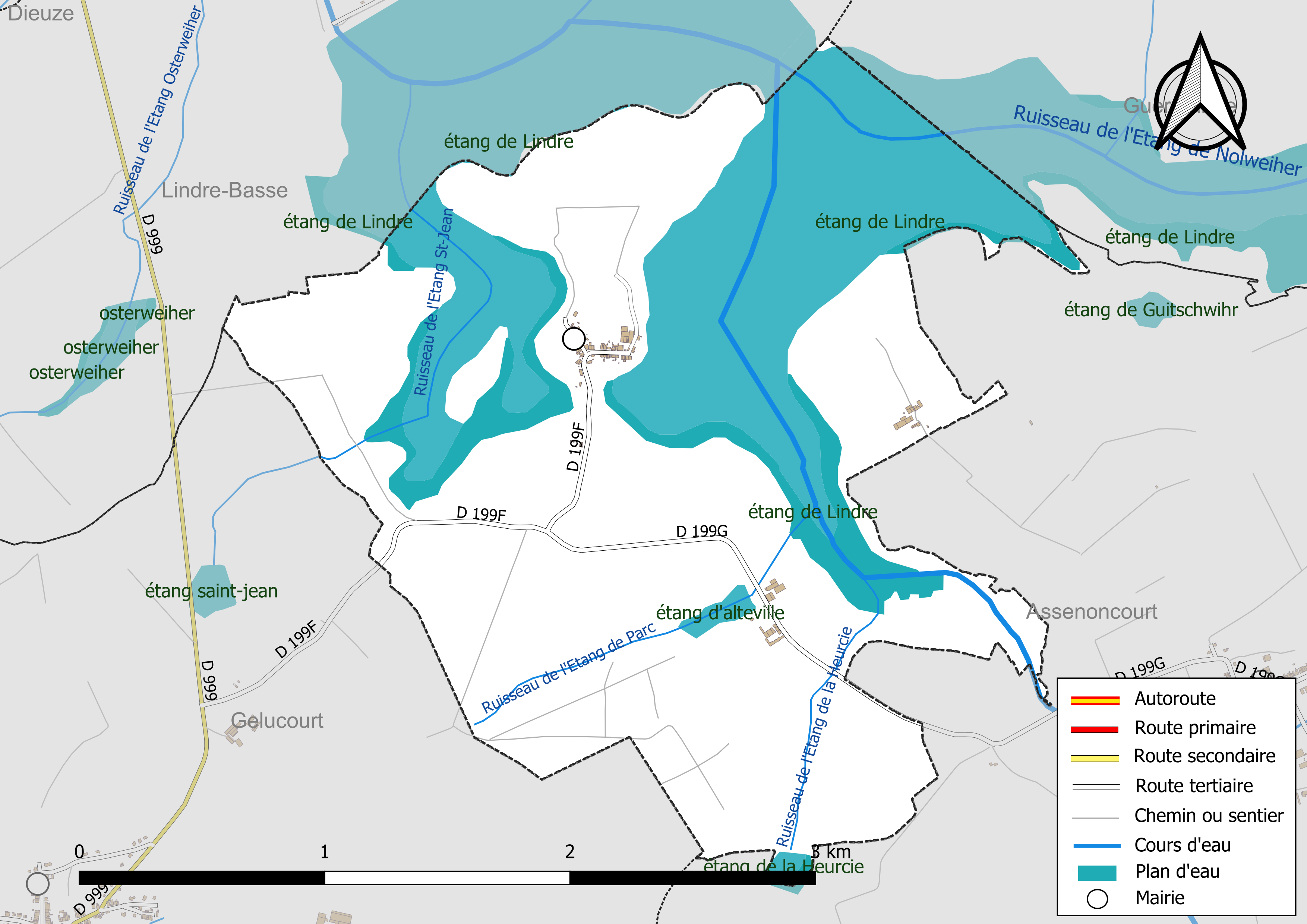
Réseaux hydrographique et routier de Tarquimpol.

La qualité des eaux des principaux cours d’eau de la commune, notamment de la Seille et du ruisseau de l'Étang de Nolweiher, peut être consultée sur un site spécial géré par les agences de l’eau et l’Agence française pour la biodiversité.
Le bourg se trouve sur une presqu'île de l'étang de Lindre et constitue un observatoire privilégié pour admirer la faune et la flore.
La commune fait partie du Parc naturel régional de Lorraine et de la réserve de biosphère UNESCO de Moselle-sud.

### Climat
Pour des articles plus généraux, voir Climat du Grand Est et Climat de la Moselle.
En 2010, le climat de la commune est de type climat des marges montargnardes, selon une étude du Centre national de la recherche scientifique s'appuyant sur une série de données couvrant la période 1971-2000. En 2020, Météo-France publie une typologie des climats de la France métropolitaine dans laquelle la commune est exposée à un climat semi-continental et est dans une zone de transition entre les régions climatiques « Lorraine, plateau de Langres, Morvan » et « Vosges ». 
Pour la période 1971-2000, la température annuelle moyenne est de 10 °C, avec une amplitude thermique annuelle de 17 °C. Le cumul annuel moyen de précipitations est de 769 mm, avec 12 jours de précipitations en janvier et 9,1 jours en juillet. Pour la période 1991-2020, la température moyenne annuelle observée sur la station météorologique de Météo-France la plus proche, « Rodalbe », sur la commune de Rodalbe à 14 km à vol d'oiseau, est de 10,6 °C et le cumul annuel moyen de précipitations est de 737,2 mm. 
La température maximale relevée sur cette station est de 38,7 °C, atteinte le 24 juillet 2019 ; la température minimale est de −18,1 °C, atteinte le 26 décembre 2010,,. 
Les paramètres climatiques de la commune ont été estimés pour le milieu du siècle (2041-2070) selon différents scénarios d'émission de gaz à effet de serre à partir des nouvelles projections climatiques de référence DRIAS-2020. Ils sont consultables sur un site spécial publié par Météo-France en novembre 2022.

## Urbanisme

### Typologie
Au 1er janvier 2024, Tarquimpol est catégorisée commune rurale à habitat très dispersé, selon la nouvelle grille communale de densité à sept niveaux définie par l'Insee en 2022.
Elle est située hors unité urbaine. Par ailleurs la commune fait partie de l'aire d'attraction de Dieuze, dont elle est une commune de la couronne,. Cette aire, qui regroupe 31 communes, est catégorisée dans les aires de moins de 50 000 habitants,.

### Occupation des sols
L'occupation des sols de la commune, telle qu'elle ressort de la base de données européenne d’occupation biophysique des sols Corine Land Cover (CLC), est marquée par l'importance des territoires agricoles (47,9 % en 2018), en diminution par rapport à 1990 (50,4 %). La répartition détaillée en 2018 est la suivante : 
eaux continentales (33,3 %), prairies (26,5 %), forêts (15,4 %), zones agricoles hétérogènes (11,3 %), terres arables (10,1 %), milieux à végétation arbustive et/ou herbacée (3,4 %). L'évolution de l’occupation des sols de la commune et de ses infrastructures peut être observée sur les différentes représentations cartographiques du territoire : la carte de Cassini (XVIIIe siècle), la carte d'état-major (1820-1866) et les cartes ou photos aériennes de l'IGN pour la période actuelle (1950 à aujourd'hui).

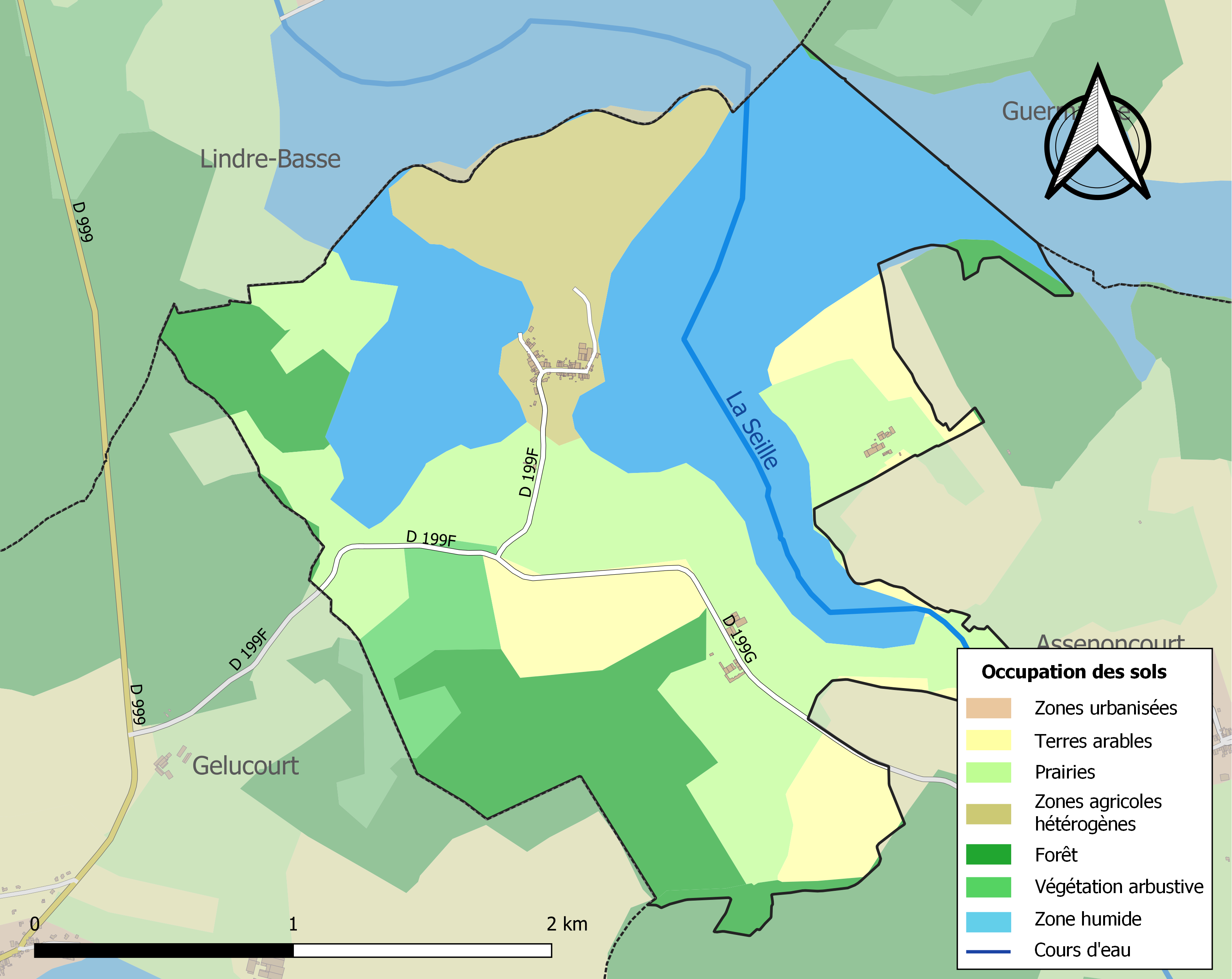
Carte des infrastructures et de l'occupation des sols de la commune en 2018 (CLC).

## Toponymie
De l'allemand Teich ou Deich « étang » + Phul ou Ful « marais ». 
Le village de Teichenphul, comme il est appelé dans plusieurs anciens titres, voudrait dire en allemand « l'étang marécageux ». Ce qui convient parfaitement à la situation de l'étang de Lindre,.
Tarquimpol  est un site-phare de l’antiquité lorraine, un des rares à être attesté dès le IVe siècle sous la forme ad Decempagos. Son origine mérite beaucoup mieux qu’un « étang marécageux ».
Le toponyme dérive du latin decempagi, soit les dix «pays», probablement au sens de ville où se situait le centre de gestion de dix peuples de la région. Une importance qui s’est vue largement confirmée par l’archéologie.
Ce terme, germanisé tardivement (Taiken-pach en 1274), a subi une évolution trompeuse qui fait croire à une origine non-latine alors qu’elle n’est due qu’à la proximité de la zone germanique.   (Alain Simmer, Toponymie mosellane, Knutange, 2002, p. 200).
Anciens noms : Taikenpail (1274) ; Taikenpaul (1286) ; Tackembac (1295) ; Tachempach (1295) ; Teckempaul (1339) ; Tacampach (1345) ; Teckempal (1364) ; Treckempaul (1392) ; Tachenpful, Tacquinpol, Tacquinpul, Techanpful (1476) ; Techempul (1506) ; Tachempful (1524) ; Tachempfull, Tachempul (1525) ; Dechempful (1543) ; Tachemphulle (1550) ; Tachemphoul (1553) ; Techempful (1564) ; Thechempfoul (1575) ; Tachemphul (1591) ; Techempfoul (1600) ; Tachempoltz (1612) ; Tarquempol (1615) ; Teckempol (1616) ; Techemfoul (1616) ; Tarquinpol (1793).
En lorrain : Tekinpole ou Tekinpule. En allemand : Taichenphul (1915-1918), Taichen (1940-1945).

### Sobriquet
Ancien surnom sur les habitants : Les pètroyäds (ceux qui pataugent).

## Histoire

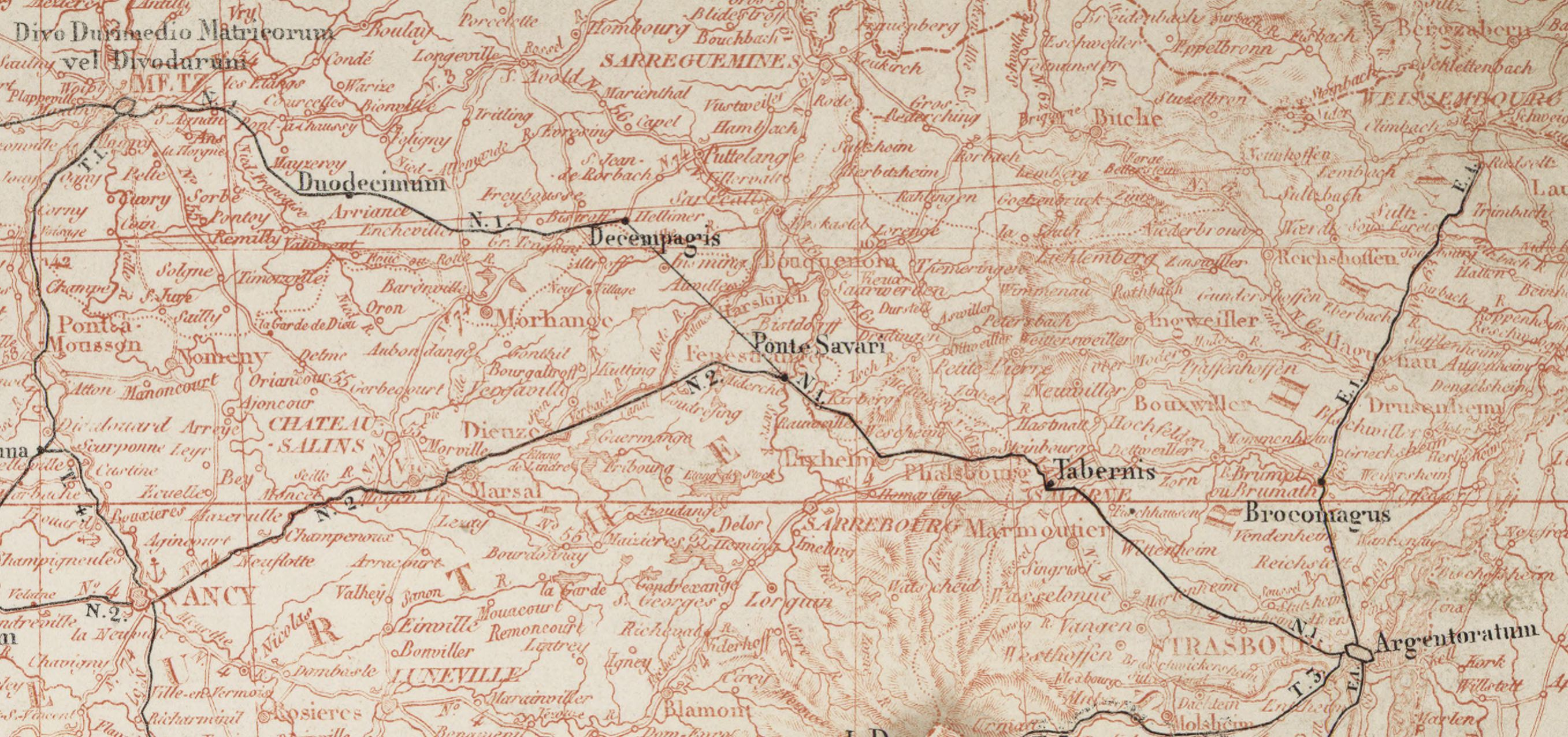
Tracé de la voie romaine Metz-Strasbourg.

Nommé Decempagi lors de la période gallo-romaine, le village est situé sur la voie romaine de Metz à Strasbourg. Il possède un temple et un théâtre pouvant accueillir environ 16 000 personnes, ce qui en faisait un des plus grands de tout l’Est de la Gaule.
La localité est détruite[pourquoi ?] vers 250. Les lieux sont à nouveau habités vers 310-350. Lors de la bataille de Tarquimpol (juillet 356), les Alamans attaquent par surprise Julien, alors César en Gaule. À la suite de l'action coordonnée de Constance II, ils sont repoussés hors de Gaule en 357, ce qui constitue un des derniers succès des Romains dans cette région avant l'effondrement de l'empire. La cité est démolie au Ve siècle.
Lorsque la population gallo-romaine de Decempagi finit par succomber, les Germains viennent s'établir à sa place et récupèrent des matériaux de la ville antique pour bâtir dans l'enceinte de sa forteresse un village qu'ils appellent Teichenphul.
La seigneurie passe à la Lorraine en 1418. Le village fait partie du bailliage d'Allemagne dans la prévôté de Dieuze.
L'ancienne commune du département de la Meurthe est annexée au district de Lorraine par le traité de Francfort et prend le nom allemand de Taichenphul. Elle est intégrée au département de la Moselle lorsqu’elle redevient française après la Première Guerre mondiale.

## Politique et administration
| Période                                  | Période   | Identité           | Étiquette | Qualité    |
| ---------------------------------------- | --------- | ------------------ | --------- | ---------- |
| Les données manquantes sont à compléter. |           |                    |           |            |
| mars 1971                                | mars 1995 | Livier Barthélemy  |           |            |
| mars 1995                                | mars 2008 | Arlette Herbuveaux |           |            |
| mars 2008                                | mars 2014 | Pierre-Marie Baltz |           |            |
| mars 2014                                | En cours  | David Barthélemy   |           | Commerçant |

### Budget et fiscalité 2023
En 2023, le budget de la commune était constitué ainsi :
- total des produits de fonctionnement : 78 000 €, soit 1 244 € par habitant ;
- total des charges de fonctionnement : 59 000 €, soit 935 € par habitant ;
- total des ressources d'investissement : 424 000 €, soit 6 737 € par habitant ;
- total des emplois d'investissement : 614 000 €, soit 9 743 € par habitant ;
- endettement : 145 000 €, soit 2 297 € par habitant.

Avec les taux de fiscalité suivants :
- taxe d'habitation : 17,41 % ;
- taxe foncière sur les propriétés bâties : 25,01 % ;
- taxe foncière sur les propriétés non bâties : 18,58 % ;
- taxe additionnelle à la taxe foncière sur les propriétés non bâties : 0,00 % ;
- cotisation foncière des entreprises : 0,00 %.

Chiffres clés Revenus et pauvreté des ménages en 2021 : médiane en 2021 du revenu disponible, par unité de consommation.

## Population et société

### Démographie

#### Évolution démographique
L'évolution du nombre d'habitants est connue à travers les recensements de la population effectués dans la commune depuis 1793. Pour les communes de moins de 10 000 habitants, une enquête de recensement portant sur toute la population est réalisée tous les cinq ans, les populations de référence des années intermédiaires étant quant à elles estimées par interpolation ou extrapolation. Pour la commune, le premier recensement exhaustif entrant dans le cadre du nouveau dispositif a été réalisé en 2005.

En 2022, la commune comptait 60 habitants, en évolution de −4,76 % par rapport à 2016 (Moselle : +0,52 %, France hors Mayotte : +2,11 %).
| 1793 | 1800 | 1806 | 1821 | 1831 | 1836 | 1841 | 1846 | 1851 |
| ---- | ---- | ---- | ---- | ---- | ---- | ---- | ---- | ---- |
| 126  | 112  | 122  | 187  | 204  | 188  | 198  | 174  | 175  |

| 1856 | 1861 | 1871 | 1875 | 1880 | 1885 | 1890 | 1895 | 1900 |
| ---- | ---- | ---- | ---- | ---- | ---- | ---- | ---- | ---- |
| 151  | 171  | 146  | 159  | 144  | 130  | 114  | 108  | 112  |

| 1905 | 1910 | 1921 | 1926 | 1931 | 1936 | 1946 | 1954 | 1962 |
| ---- | ---- | ---- | ---- | ---- | ---- | ---- | ---- | ---- |
| 114  | 144  | 123  | 110  | 95   | 102  | 123  | 101  | 78   |

| 1968 | 1975 | 1982 | 1990 | 1999 | 2005 | 2006 | 2010 | 2015 |
| ---- | ---- | ---- | ---- | ---- | ---- | ---- | ---- | ---- |
| 75   | 76   | 78   | 76   | 69   | 66   | 66   | 68   | 63   |

| 2020 | 2022 | - | - | - | - | - | - | - |
| ---- | ---- | - | - | - | - | - | - | - |
| 61   | 60   | - | - | - | - | - | - | - |

### Enseignement
Établissements d'enseignements :
- Écoles maternelles et primaires à Assenoncourt, Dieuze, Vergaville, Donnelay, Val-de-Bride, Gelucourt, Guermange.
- Collèges à Dieuze, Moussey, Morhange, Albestroff, Château-Salins.
- Lycées à Dieuze, Château-Salins, Sarrebourg.

### Santé
Professionnels et établissements de santé :
- Médecins à Dieuze, Moyenvic, Bénestroff, Avricourt, Vic-sur-Seille, Morhange.
- Pharmacies à Dieuze, Avricourt, Vic-sur-Seille, Morhange, Château-Salins, Insming, Fénétrange.
- Hôpitaux à Dieuze, Morhange, Château-Salins, Lorquin, Sarrebourg.

### Cultes
- Culte catholique, Sites paroissiaux » Archiprêtré de Sarrebourg » Saint-Barthélémy de Sarrebourg[42], Diocèse de Metz.

## Culture locale et patrimoine

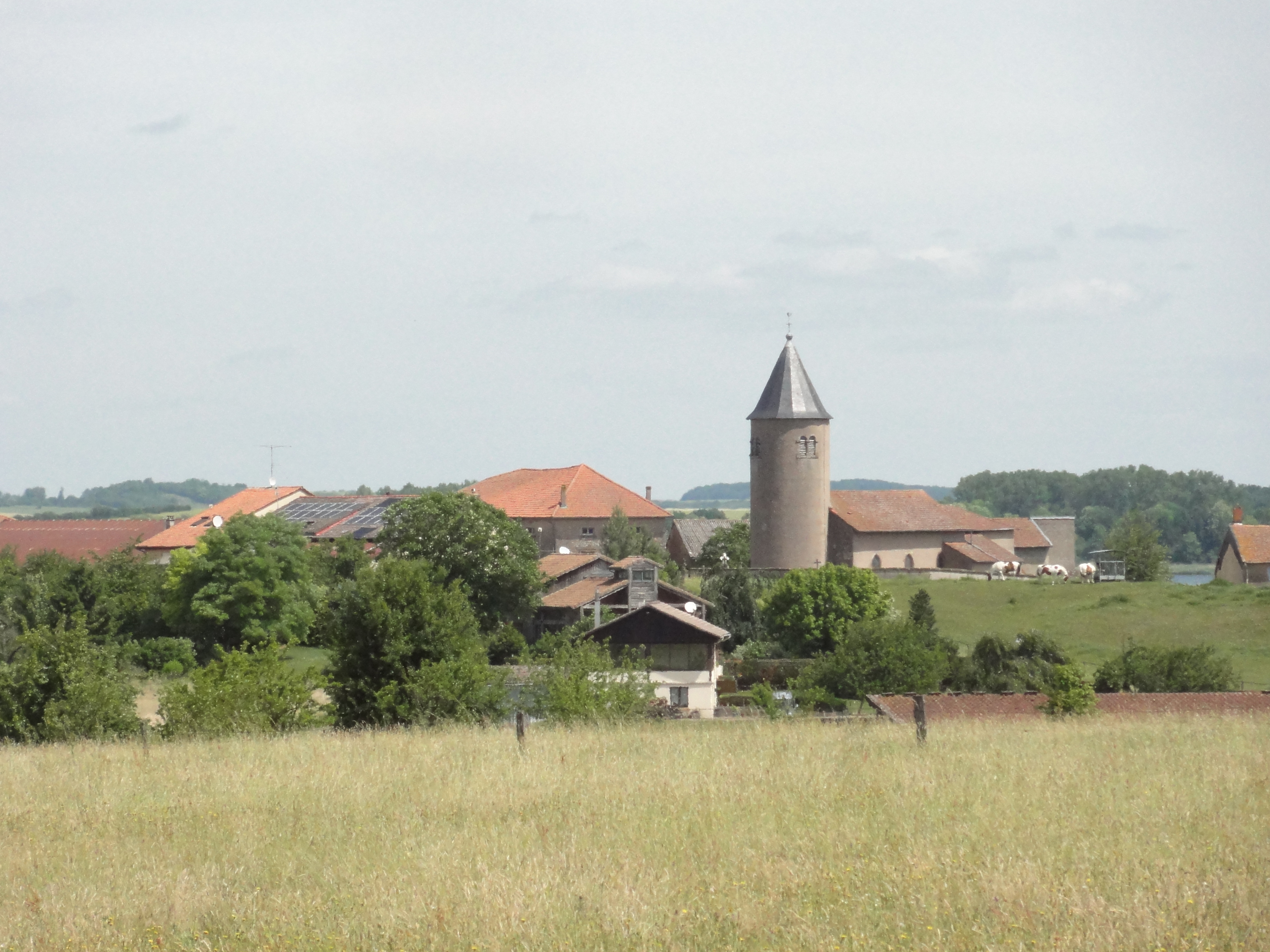
Vue du village.
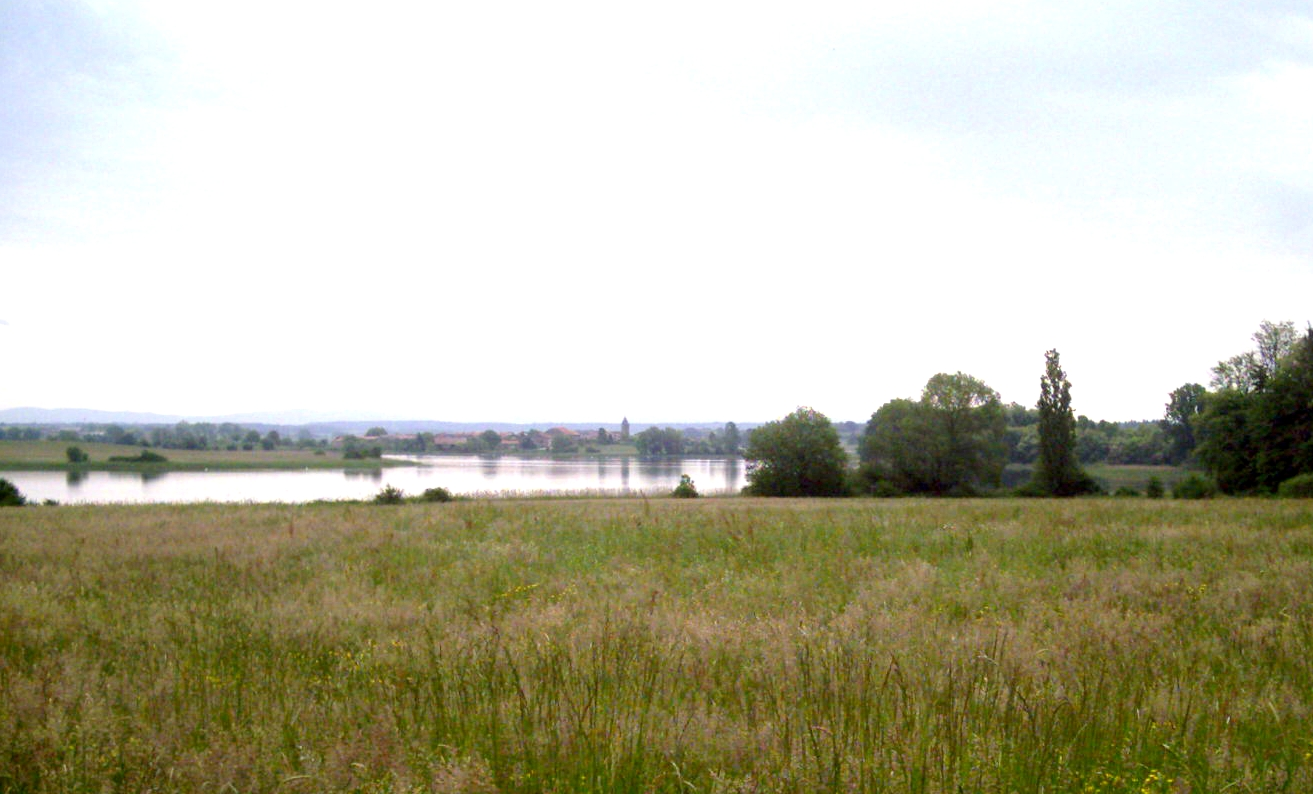
Presqu'île de Tarquimpol vue de la berge de Lindre-Basse.
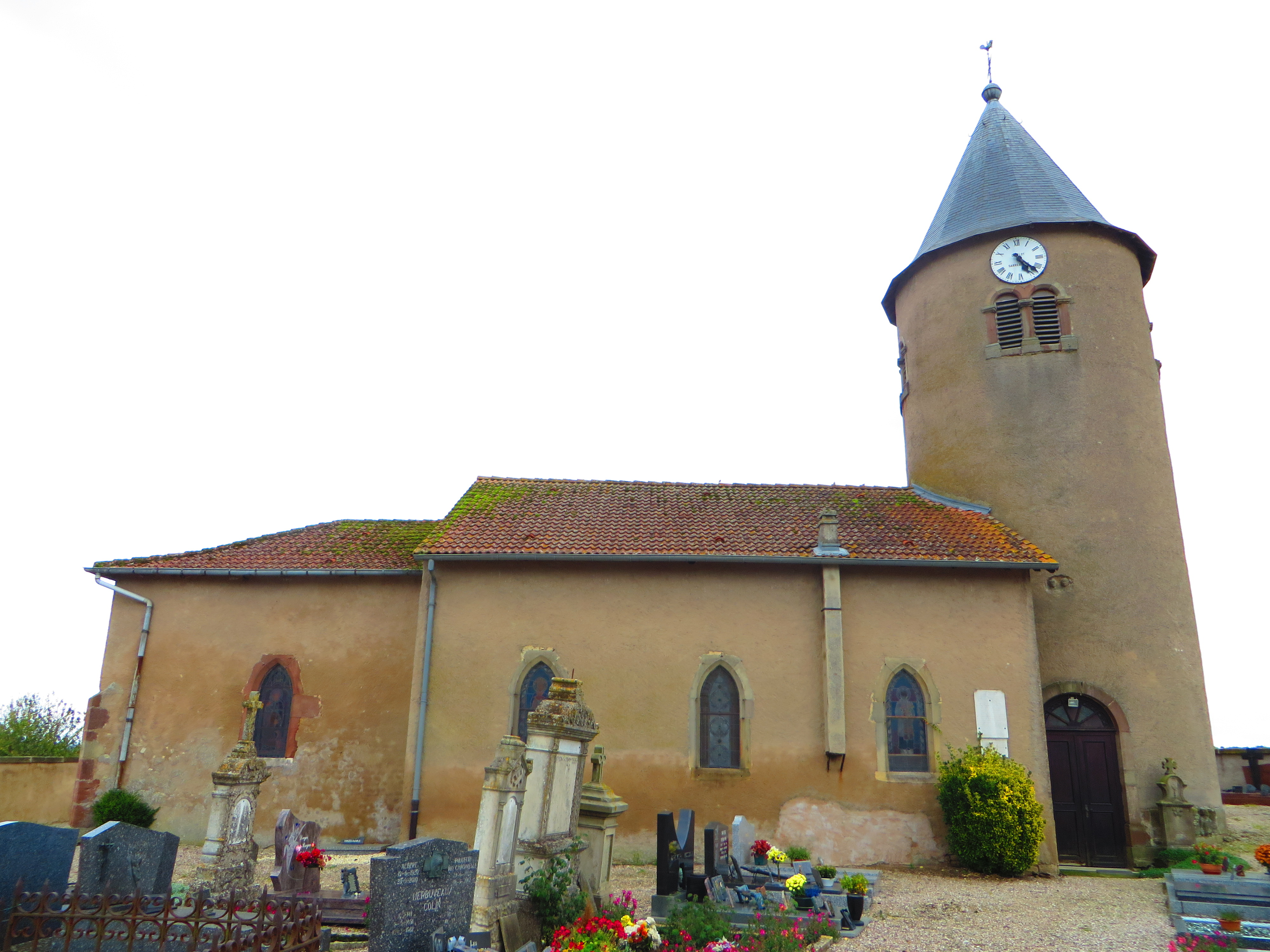
Église Saint-Étienne.
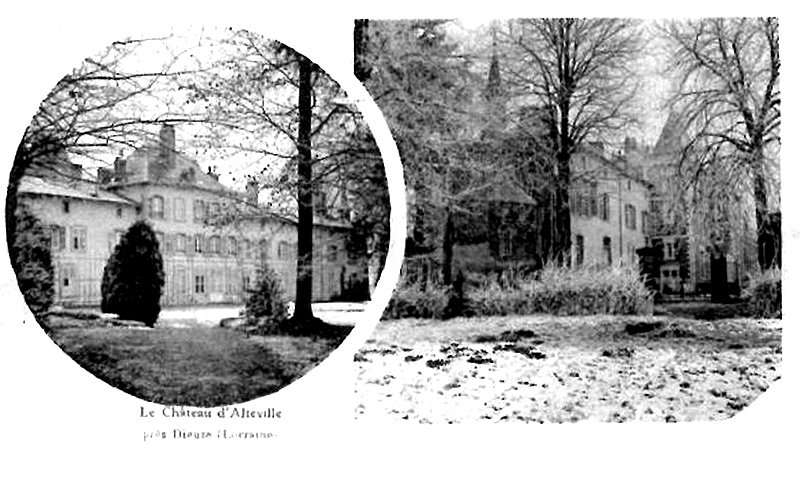
Château d'Alteville, commun Tarquimpol, vers 1900.

### Lieux et monuments
- Restes de constructions romaines[43],[44]: canalisations, poteries, découverte par photo aérienne (juillet 1981) d'un théâtre gallo-romain de 125 m de diamètre, l'un des plus vastes de Gaule.
- Voie romaine de la forêt de Roule-Bacon.

Cette voie permettait de relier les grandes villes gallo-romaines de Langres et de Strasbourg, en passant par Tarquimpol.
- Enceinte fortifiée du bas Empire, sarcophages ; temples et théâtre fouillés dès 1885.

#### Château d'Alteville
Le château est constitué de deux bâtisses en vis-à-vis (l'une XVIe et l'autre XVIIIe).
La première est édifiée par Étienne Toupet, trilleur des salines de Dieuze, en 1564 quand il obtient le fief d’Alteville du duc Charles IV de Lorraine. C’est une maison forte typique avec une tourelle, des meurtrières et des fenêtres à meneaux.
La seconde, construite en 1698 par Charles Palléot, un officier de cavalerie, est un pavillon carré de deux étages flanquée de deux ailes. Palléot fait aussi construire une chapelle (st Charles).
En 1786, ce château était la propriété de Nicolas Leclerc, l'un des fermiers généraux régisseurs des domaines de Lorraine et Barrois, résident à Dieuze. Le mariage de sa fille Julie Charlotte avec Jean-Baptiste-Nicolas Vivaux, avocat et maître de forges, y fut célébré le 10 janvier 1786. En 1819, le général Charles Louis Dieudonné Grandjean hérite du domaine ; puis, en 1827, son fils Victor Aimé. En 1859, François-Paul de Guaita (1825-1880), conseiller général de la Meurthe et agriculteur érudit en est propriétaire, après son mariage, en 1851, avec la fille de Victor Aimé, Marie Amélie Grandjean (1832-1901). En 1861, y naît Stanislas de Guaita. Ce dernier mourra dans le château familial en 1897. En 1901, il est repris par Pierre Lallemand de Mont, époux d'Alice de Guaita. La famille Barthélémy s’y installe en 1906.
Le domaine d'Alteville est fortement endommagé durant la Seconde Guerre mondiale par des troupes allemandes qui détruisent la chapelle et arrachent boiseries et cheminées. Il a depuis été restauré et une partie aménagée en chambres d’hôtes.

#### Autres lieux
- La Maison du pays des Étangs est un espace culturel et évènementiel[48]. Elle présente les informations scientifiques et pratiques indispensables pour découvrir l’histoire de cette cité gallo-romaine disparue à aujourd'hui (maquettes, montages visuels et sonore, jeux interactifs...) ; les thèmes muséographiques abordés sont l'archéologie, l'histoire et la nature. En 2022-2023, la maison a fait l'objet d'un vaste projet de développement et de requalification dont l'objectif est d'en faire « un pôle touristique, d'animation, d’éducation et de formation au patrimoine »[49]. Elle ouvre en mars 2024 et est inaugurée le 1er juin 2024[50]
- Le projet se décline en plusieurs espaces complémentaires qui prennent place dans la maison actuelle et une extension sous forme de véranda dans le jardin : 
  - un espace muséographique tous publics, centré sur le patrimoine de Tarquimpol (archéologique et naturel notamment) et montrant les liens entre Tarquimpol et les sites environnants liés au sel et à la présence romaine ;
  - "Le bistrot des oiseaux", un espace de restauration/salon de thé tous publics valorisant les productions locales et les circuits courts ;
  - Des salles polyvalentes pour l’accueil de groupes, séminaires, d’animations, expositions, conférences...
  - Un théâtre en plein air pour l'événementiel et la programmation culturelle.

Ces différents espaces sont agrémentés d'une plateforme d'observation panoramique (au premier étage de l'extension). L'équipement est complété par un sentier de découverte sur la presqu'ile de Tarquimpol qui permet de découvrir in situ les principaux monuments enfouis qui sont reconstitués à leur emplacement d'origine. Un sentier de liaison Tarquimpol-Lindre-Basse-Dieuze permet d’ouvrir le site aux moyens de déplacement doux (marche, vélo…).

#### Édifice religieux
- Église Saint-Étienne : chœur gothique XIVe siècle, tour romane ronde ; mobilier XVIIIe siècle.

Autel, gradin d'autel, tabernacle (maître-autel),.
Deux autels latéraux.
Plaque commémorative.

### Personnalités liées à la commune
- Stanislas de Guaita, occultiste et poète.

### Héraldique
| Blason de Tarquimpol | Blason  | D'azur au chapiteau romain d'or, sommé d'un chef du même et soutenu d'une champagne marinée d'argent. |
| Blason de Tarquimpol | Détails | Le statut officiel du blason reste à déterminer.                                                      |